# Objętość właściwa gazów wybuchowych
Objętość właściwa gazów wybuchowych – objętość gazowych produktów spalania jednostki masy materiału wybuchowego w warunkach normalnych. Wyznaczając objętość właściwa gazów wybuchowych przyjmuje się, że powstała woda znajduje się w fazie gazowej, tj. jako para wodna.
| Materiał wybuchowy | Objętość właściwa gazów wybuchowych [dm³/kg] |
| ------------------ | -------------------------------------------- |
| Piorunian rtęci    | 234                                          |
| Proch czarny       | 280                                          |
| Azydek ołowiu      | 300                                          |
| Oktanitrokuban     | 611                                          |
| Pikrynian amonu    | 680                                          |
| Trotyl             | 700                                          |
| Nitrogliceryna     | 716                                          |
| Nitroceluloza      | 765                                          |
| Oktogen            | 905                                          |
| Heksogen           | 910                                          |
| Azotan amonu       | 980                                          |